# Esporte Clube Primeiro Passo Vitória da Conquista
Maillots
L'Esporte Clube Primeiro Passo Vitória da Conquista est un club brésilien de football basé à Vitória da Conquista dans l'État de Bahia.

## Palmarès
- Championnat de Bahia de deuxième division :
  - Champion : 2006